# Wehe

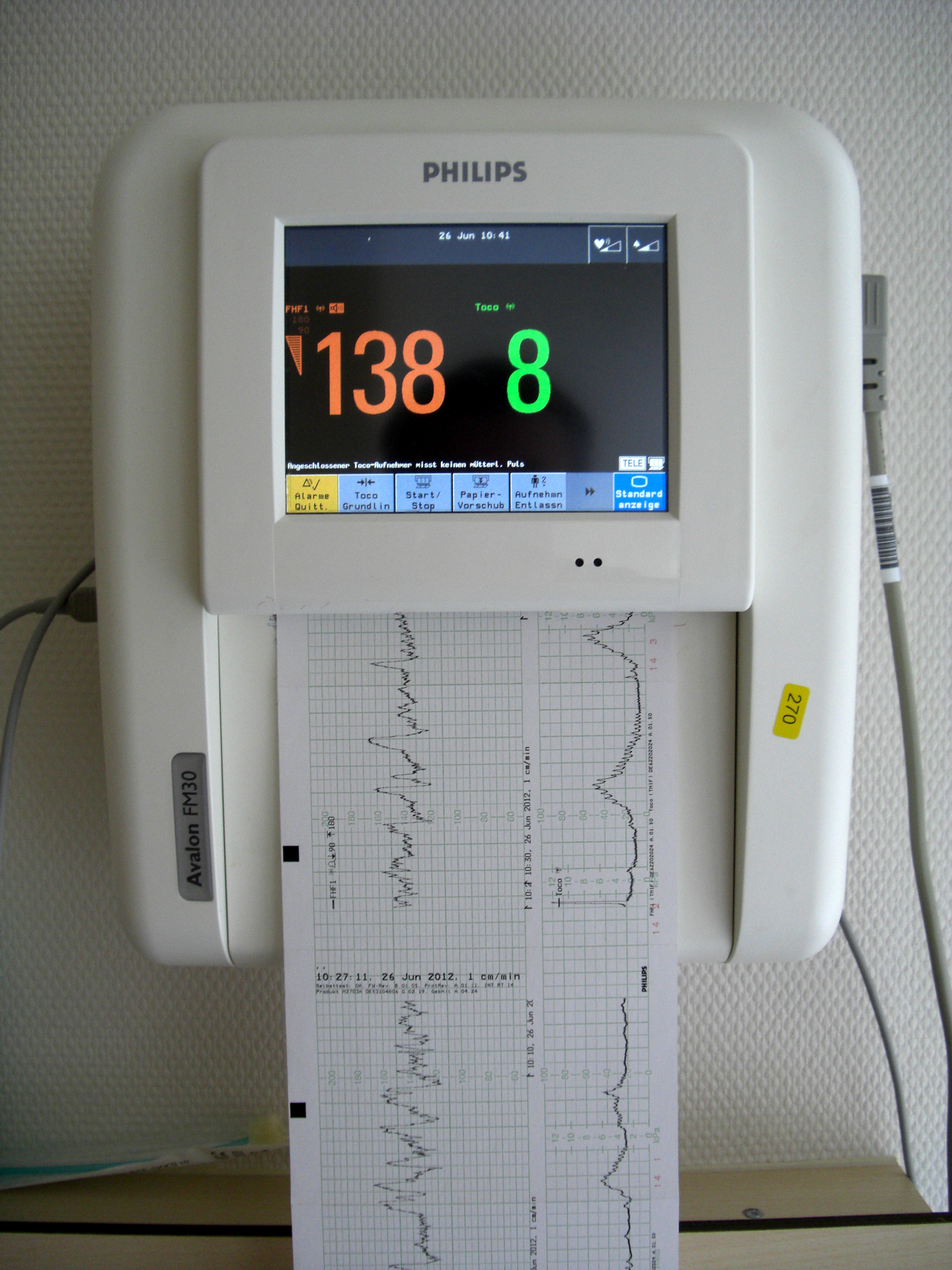
Wehenschreiber: Die Zahl links ist die Herzfrequenz des Ungeborenen.

Eine Wehe ist eine Muskelkontraktion der Gebärmuttermuskulatur während der Gravidität (Trächtigkeit bzw. Schwangerschaft beim Menschen) und unter der Geburt bei Säugetieren. Der Name leitet sich von den Schmerzäußerungen (das „Weh“) der Gebärenden ab, die die Wehe verursacht. Als Wehen werden dabei Muskelkontraktionen bezeichnet, die einen Einfluss auf die Geburt haben, sei es durch Verkürzung oder Öffnung des Gebärmutterhalses oder durch Bewegung des Fetus Richtung Beckenboden.
Wehen können bereits während der Tragzeit oder Schwangerschaft entstehen (Schwangerschaftswehen, Senkwehen) und sie treten verstärkt unmittelbar vor und bei der Geburt auf (Geburtswehen). Die einzelnen Wehen haben beim Menschen jeweils eine Länge von 20 bis 60 Sekunden Dauer, ihre Frequenz ist abhängig vom Typ der Wehen. Nicht als Wehen bezeichnet werden Kontraktionen der Gebärmutter während der Menstruation.
Die Methode der Wahl, Wehen zu messen und zu dokumentieren, ist die Tokometrie.

## Beschreibung
Wehen sind rhythmische Muskelkontraktionen der Gebärmutter während der Tragzeit oder Schwangerschaft und des Gebärens. Wie jeder Muskel trainieren muss, ist auch die glatte Muskulatur des Uterus darauf angewiesen, die am Beginn der Schwangerschaft noch unzureichenden Verbindungen und schwache Ausbreitung der Erregungsleitung dieser Muskelzellen so zu optimieren, dass sie schließlich den Anforderungen der Geburt genügen. Während diese „Übungswehen“ meist kurz und schmerzlos sind und häufig auch von der Frau nur wenig wahrgenommen werden, sind Geburtswehen sehr schmerzhaft.

## Wehenarten und Geburtsphasen beim Menschen
Die Wehen sind sowohl die treibende Kraft bei der Einstellung des Fetus in den Geburtskanal wie der Austreibung des ungeborenen Kindes aus dem Mutterleib. Einzelne Wehen sind zeitlich klar gegeneinander abgegrenzt, Stärke und Frequenz nehmen im Laufe der Geburt zu. Sie haben jeweils eine Dauer von 20 bis 60 Sekunden, ihre Frequenz ist abhängig vom Typ der Wehen.
Im Laufe der Schwangerschaft und Geburt sowie danach gibt verschiedene Arten von Wehen:

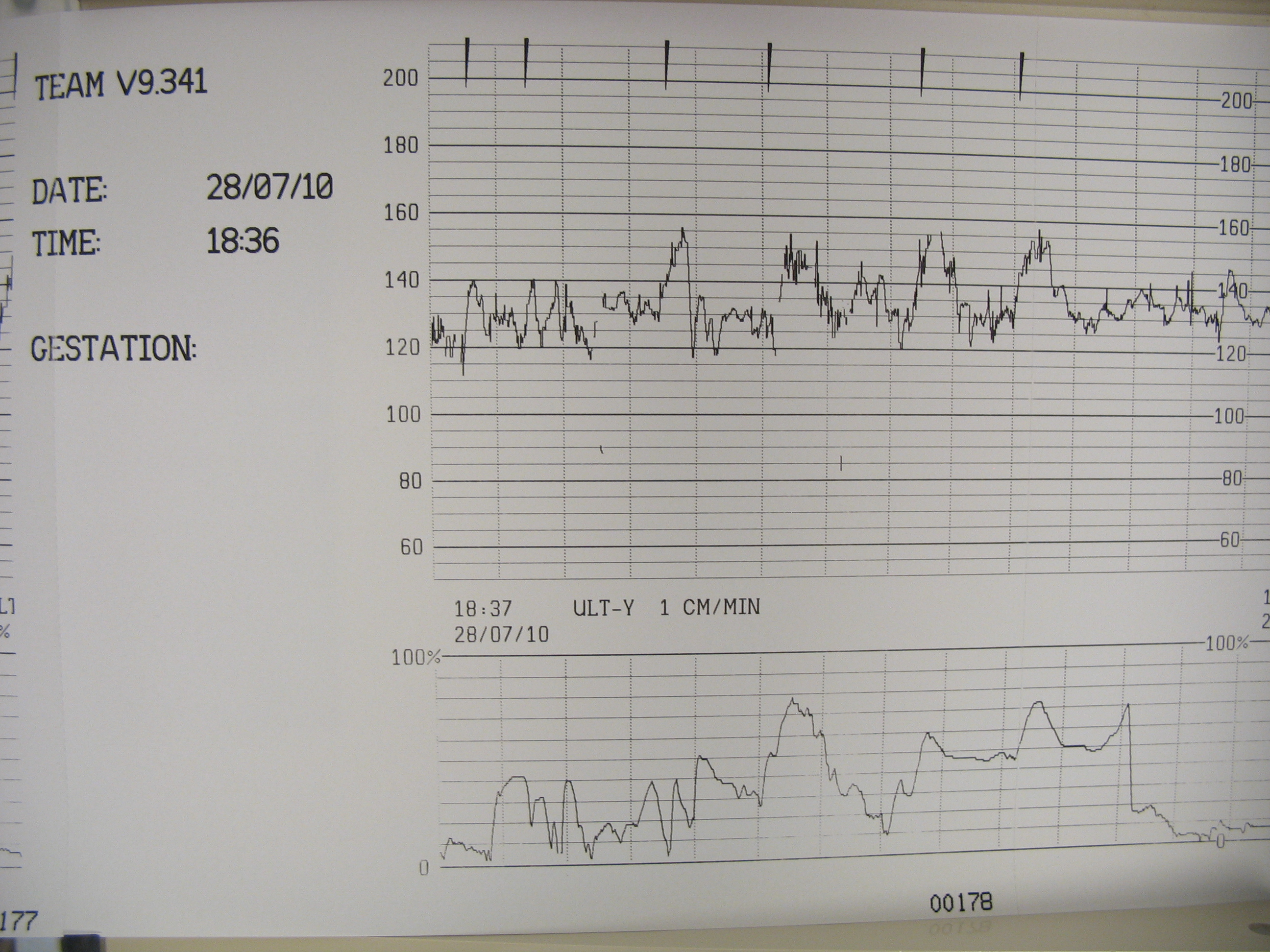
Ein aufgezeichnetes Cardiotokogramm (CTG)

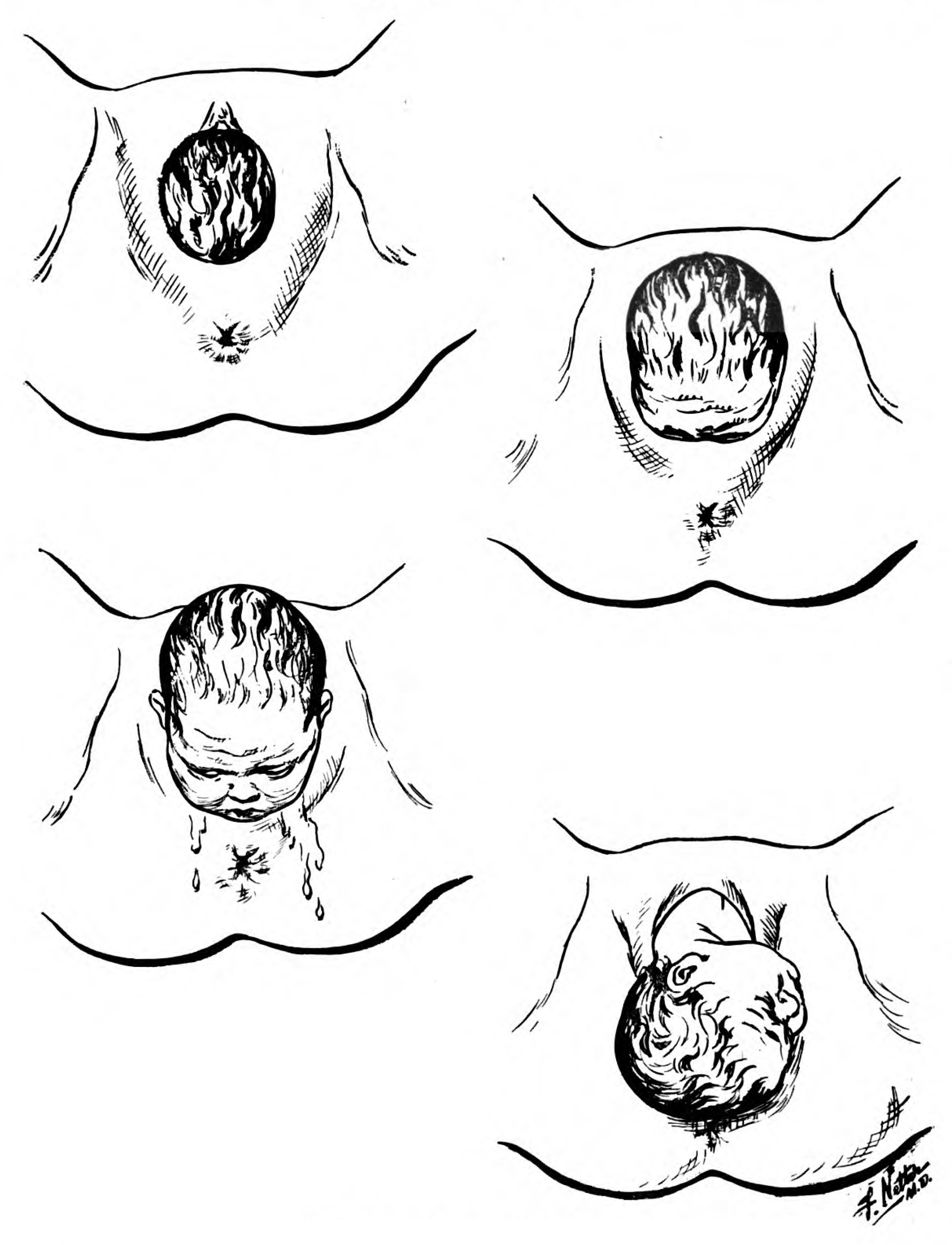
Phasen der Geburt beim Auspressen des Kindes

- vorzeitige Wehen, auch Schwangerschaftswehen oder Senkungswehen, treten vor der 20. Schwangerschaftswoche vor allem bei Verlagerungen der Gebärmutter auf. Sie sind in der Regel schmerzfrei und machen sich durch ein leichtes Ziehen im Unterleib bemerkbar.[1] In sehr seltenen Fällen können sie sich verstärken und zu einer Frühgeburt führen. Zur Reduzierung und Wehenhemmung werden in diesen Fällen Tokolytika eingesetzt. Die Abgrenzung zu  (schmerzhaften) Übungswehen ist schwierig (s. u.).
- Übungswehen, sogenannte Braxton-Hicks-Kontraktion, können etwa ab der 25. Schwangerschaftswoche auftreten. Dabei wird der ganze Bauch hart. Übungswehen, die länger als eine Minute dauern oder starke Schmerzen verursachen, bedürfen der Kontrolle durch Hebammen oder Ärzte. Gegen Ende der Schwangerschaft (ca. ab der 36. Woche) gehen die Übungswehen in Vorwehen über.
- Vorwehen sind unregelmäßig auftretende Wehen und unterschiedlich schmerzhaft. Sie treten in den Wochen und Tagen vor der Geburt als einleitender Teil derselben auf und werden auch als Senkwehen oder Stellwerken bezeichnet, da sie das ungeborene Kind in das Becken der Mutter schieben und in den Geburtskanal bringen.[1] In dieser Zeit kann beobachtet werden, dass der Bauch der Schwangeren sich allmählich senkt.
- Eröffnungswehen sind regelmäßig wiederkehrende Wehen zu Beginn des eigentlichen Geburtsvorgangs, die an Stärke und Häufigkeit zunehmen. Sie setzen etwa 10 bis 12 Stunden vor der Geburt ein,[3] bei Mehrfachgebärenden auch deutlich später, und haben jeweils einen Abstand von 10 bis 15 Minuten. Sie dienen zur vollständigen Öffnung des Muttermundes auf die erforderlichen zehn Zentimeter Weite und führen in der Regel auch zum Blasensprung.[3][1]
- Press- und Austreibungswehen sind Wehen, welche das Kind durch den Muttermund und die Vagina schieben und von der Gebärenden durch starkes Pressen unterstützt werden sollten. Sie werden durch die Bauchmuskulatur unterstützt. Bei Erstgebärenden kann diese Phase bis zu 3 Stunden dauern, bei Mehrfachgebärenden teilweise nur 30 bis 60 Minuten. Die Wehenintensität und die -frequenz nehmen zu, teilweise können bis zu 5 Wehen innerhalb von 10 Minuten auftreten.[3][1]
- Nach- oder Nachgeburtswehen sind Wehen nach dem eigentlichen Geburtsvorgang, die zur Ablösung und Ausstoßung der Plazenta führen. Dies findet meistens innerhalb von 30 bis 60 Minuten nach der Geburt des Kindes statt und erfolgt durch ein kräftiges Zusammenziehen der Gebärmutter, wodurch sich auch die Wundfläche und damit die Blutung verringern.[3]
- Nachwehen sind Wehen, die in den Tagen nach der Geburt, also des Wochenbetts, auftreten und die Rückbildung der Gebärmutter (Involutio uteri) sowie die Blutstillung unterstützen.[1] Sie treten normalerweise immer auf, sind aber bei Mehrgebärenden sowie bei Müttern, die ihre Kinder stillen (Stillwehen) stärker und schmerzhafter. Bei diesen dauert es dann nicht so lange, bis die Gebärmutter ihre ursprüngliche Größe wieder erreicht hat. Beim Stillen wird durch den Reiz an den Brustwarzen aus dem Hypophysenhinterlappen Oxytocin freigesetzt, das auch nach der Geburt noch einen wehenfördernden Effekt hat.

## Physiologie

Das in der Hirnanhangsdrüse produzierte Oxytocin löst die Wehen und den Geburtsvorgang aus

Das wehenauslösende Hormon ist das Oxytocin, das in der Hirnanhangsdrüse (Hypophysenhinterlappen) produziert wird. Die Ausschüttung des Oxytozin und die Wehen selbst werden durch verschiedene Faktoren ausgelöst, darunter auch die Abnahme der Progesteronkonzentration und die Zunahme der Prostaglandine im Blut sowie nervale Stimulationen aus dem Bereich der Vagina und der Gebärmutter. Dies geschieht in der Regel etwa 250 bis 285 Tage nach der Befruchtung in der 38. bis 42. Schwangerschaftswoche.
Während der Schwangerschaft steigt die Anzahl der Oxytozin-Rezeptoren der Gebärmutterwand und die Muskulatur der Gebärmutter wird durch den während der Schwangerschaft sehr hohen Östrogenspiegel im Blut auf die Geburt vorbereitet, indem sie das Membranpotenzial der glatten Uterusmuskulatur senkt. Durch die vermehrte Ausschüttung von Prostaglandinen direkt vor der Geburt werden der Gebärmutterhals und der Muttermund aufgeweicht, sodass sie sich unter der Geburt für den Durchtritt des Kindes öffnen können. Durch diese hormonelle Vorbereitung ist die Gebärmutter zum Zeitpunkt der Geburt auf diese vorbereitet. Die Erregbarkeit und die Fähigkeit zu koordinierter Kontraktion sowie die Kontraktionskraft der Muskulatur sind erhöht. Der finale Auslöser für die Oxytozinausschüttung geht wahrscheinlich vom Kind aus, das bei korrekter Geburtslage mit dem Kopf auf die Dehnungsrezeptoren des Gebärmutterhalses drückt.
Das Oxytozin wird aus der Hypophyse in den Blutkreislauf gegeben und dockt an die Rezeptoren der Gebärmuttermuskulatur an. Es erregt diese stoßweise, da es durch das Enzym Oxytocinase nach jeder Aktivierung sehr schnell wieder abgebaut wird. Zudem stimuliert das Oxytozin die weitere Bildung von Prostaglandinen, die ebenfalls aktivierende Wirkung auf die Muskulatur haben. Der Tonus des Sympathikus ist zudem erhöht und unterstützt die Frau bei der Wehenarbeit. Die Wehen selbst gehen von einem Schrittmacherzentrum spontan aktivierter Muskelzellen aus, die die Erregung mit einer Geschwindigkeit von etwa 2 Zentimeter pro Sekunde an weitere Zellen und damit das gesamte Organ weitergeben, was zur koordinierten Kontraktion führt.
Gemessen werden die Wehenaktivitäten in Montevideo-Einheiten (ME), die die Wehenaktivität als Produkt der Wehenanzahl pro zehn Minuten und dem maximalen Druck (intrauteriner Druck in mmHg) angeben. Die Vorwehen erreichen dabei etwa 20 ME, entsprechend einer Wehe pro zehn Minuten mit einem Druck von 20 mmHg. Mit der Eröffnungsphase steigt die Wehenfrequenz auf 3 Wehen pro zehn Minuten mit 30 bis 50 mmHg Druck, wobei der Kopf in den Muttermund gedrückt wird und sich der Zervixkanal zunehmend öffnet. Durch die Dehnung der Gewebe und des umliegenden Beckens werden Schmerzen verursacht. In der weiteren Austreibungsphase und der Dehnung des Muttermundes kommt es zu weiteren Nervenimpulsen der Dehnungsrezeptoren und die Ausschüttung von Oxytocin wird weiter stimuliert (Ferguson-Reflex), zugleich kommt es zur weiteren Aktivierung des Schrittmacherzentrums und zur reflektorischen Pressmotorik der Bauch- und Zwerchfellmuskulatur, um den Pressvorgang zu unterstützen. Bei den Presswehen werden Druckwerte von 40 bis 80 mmHg erreicht und die typische Wehenfrequenz liegt bei 4 bis 5 Wehen pro 10 Minuten, dies entspricht als etwa 270 ME.

## Wehenmessung
Die Kontrolle der Wehen erfolgt durch Betasten des Bauches mit der Hand oder mittels eines drucksensiblen Gerätes, dem Tokographen (Wehenschreiber). Parallel zur Wehenmessung erfolgt die Kontrolle und Beurteilung des Herzschlags des Kindes in regelmäßigen Abständen vor der Geburt entweder durch das Holztonrohr nach Pinard oder mittels der Ultraschallabnehmer eines Cardiotokographen (CTG) oder Dopton.

## Wehenförderung und -minderung
Im Regelfall wird medizinisch in den Geburtsprozess nicht eingegriffen, da es sich um einen natürlichen Prozess handelt. In Einzelfällen sind jedoch medizinische Maßnahmen notwendig, um die Wehenaktivität abzuschwächen oder zu fördern. Dies kann bei verschiedenen Wehenanomalien (Wehendystokien) notwendig werden.
Die Wehenhemmung (Tokolyse) wird vor allem eingesetzt, wenn die Wehenaktivität zu früh in der Schwangerschaft einsetzt und die Gefahr einer Frühgeburt besteht. Sie kann auch notwendig werden bei einem zu früh erfolgten Blasensprung, also dem Einreißen der Fruchtblase, bei sehr starker Wehenbildung während der frühen Geburt sowie bei operativen Eingriffen an der Gebärmutter während der Schwangerschaft. In der Regel erfolgt eine Wehenhemmung durch Beruhigung und Bettruhe sowie medikamentös durch die Gabe von wehenhemmenden Medikamenten wie dem Sympathomimetikum Fenoterol, Sedativa und Magnesiumsulfat.
Eine Wehenförderung kann notwendig werden, wenn eine Geburt aufgrund einer zu langen Übertragung über den erwarteten Geburtstermin hinaus oder aus anderen Gründen eingeleitet werden soll oder wenn die natürliche Wehenintensität bei der Geburt zu schwach ist oder durch Muskelermüdung wieder abnimmt (Wehenschwäche), sodass der Geburtsvorgang und das Kind gefährdet sind. Zur Weheninitialisierung werden verschiedene Mittel und Methoden eingesetzt. Wehenauslösend können verschiedene Genussmittel wie Kaffee und Schwarzer Tee sowie Nikotin sein. Auch warme Bäder, Einläufe oder auch ein Orgasmus können weheneinleitend sein. Als Haus- und Hebammenmittel werden zudem Wehencocktails aus verschiedenen Stimulantien gemischt und getrunken. Medikamentös erfolgt die Wehenverstärkung durch das Sexualhormon Oxytocin, das intravenös über einen sogenannten Wehentropf verabreicht wird und die Gebärmutter stimulieren soll, oder durch Prostaglandine, die in Form eines Gels oder Zäpfchens vor den Muttermund platziert werden und geburtseinleitend sind. Zur Blutungsstillung nach der Geburt können zudem Ergotamine eingesetzt werden, die eine Dauerkontraktion der Gebärmutter auslösen.
Bei einer Überdosierung von wehenfördernden Mittel und auch bei natürlichen Wehen kann es in seltenen Fällen zu einem Wehensturm oder Krampfwehen kommen, bei dem die Gebärmutter verkrampft.
Objektiv kann der Wehenschmerz durch verschiedene Medikamente oder Anästhesieverfahren (z. B. Periduralanästhesie) gelindert werden. Allerdings können Medikamente und Verfahren eine negative Auswirkung auf die Geburt haben. Zum einen auf die Geburtsdauer, da sie die Effektivität der Wehen selbst verringern können und die Mitarbeit der Gebärenden erschweren. Zum anderen aber auch auf das Kind, da die schmerzstillenden Substanzen auch in den Blutkreislauf und somit auch in die Blutbahn des Kindes gelangen können. Daher gab es frühzeitig Bestrebungen von Gynäkologen wie Frédérick Leboyer, Fernand Lamaze oder Dick-Read durch Entspannungs- und Atmungstechniken sowie intensiver mentaler Einstimmung Frauen auf die Geburtswehen vorzubereiten, was heute häufig Teil von Geburtsvorbereitungskursen ist. 

## Belege
1. 1 2 3 4 5 6  Wehen. In: Pschyrembel Wörterbuch Sexualität. Berlin 2006, S. 1586.
2. 1 2 3 4  Wehen. In: Pschyrembel Medizinisches Wörterbuch. 257. Auflage. De Gruyter, Berlin 1993, ISBN 3-933203-04-X, S. 1658.
3. 1 2 3 4 5 6  Arne Schäffler, Nicole Menche: Mensch – Körper – Krankheit. 3. Auflage. Urban & Fischer, München 1999, S. 416–418.
4. 1 2  Rainer Klinke, Stefan Silbernagl (Hrsg.): Lehrbuch der Physiologie. 2. Auflage. Thieme, Stuttgart 1994, ISBN 3-13-796002-9, S. 451.
5. 1 2 3 4 5 6 7  Rainer Klinke, Stefan Silbernagl (Hrsg.): Lehrbuch der Physiologie. 2. Auflage. Thieme, Stuttgart 1994, ISBN 3-13-796002-9, S. 503–505.
6. 1 2  Wehendystokie. In: Pschyrembel Medizinisches Wörterbuch. 257. Auflage. De Gruyter, Berlin 1993, ISBN 3-933203-04-X, S. 1658–1659.
7. ↑  Wehenhemmung. In: Pschyrembel Wörterbuch Sexualität. Berlin 2006, S. 1586.
8. ↑  Wehenschwäche. In: Pschyrembel Wörterbuch Sexualität. Berlin 2006, S. 1586.
9. 1 2  Wehenmittel. In: Pschyrembel Medizinisches Wörterbuch. 257. Auflage. De Gruyter, Berlin 1993, ISBN 3-933203-04-X, S. 1658–1659.
10. ↑  Wehenförderung. In: Pschyrembel Wörterbuch Sexualität. Berlin 2006, S. 1586.
11. ↑  Wehensturm. In: Pschyrembel Wörterbuch Sexualität. Berlin 2006, S. 1586.
12. ↑  Geburt mit PDA (PeriDualAnästhesie). In: Hallo Eltern. 11. Januar 2016 (hallo-eltern.de [abgerufen am 13. Juli 2018]).